# Oleg Romantsev
Oleg Ivanovitch Romantsev (en russe, Олег Иванович Романцев), né le 4 janvier 1954 à Gavrilovskoïé dans l'oblast de Riazan, est un footballeur international soviétique ayant évolué au poste de défenseur entre 1971 et 1983 avant de se reconvertir comme entraîneur. Devenu russe à la suite de la chute de l'URSS, il entraîne notamment le Spartak Moscou en deux temps entre 1989 et 1995 puis entre 1997 et 2003 ainsi que la sélection russe de 1994 à 1996 puis de 1998 à 2002, occupant ces deux postes en parallèle la plupart du temps.

## Biographie

### Carrière sportive

#### En tant qu'entraîneur
Romantsev se fait un nom pour sa première saison en tant qu'entraîneur du Spartak Moscou en remportant le titre de champion d'URSS en 1989. Sous sa direction, le club décroche trois championnats consécutifs de 1992 à 1994. Cette année, il est également nommé président de son club. C'est alors qu'il est appelé par la Fédération Russe de Football pour prendre en main les destinées de la sélection nationale, l'obligeant à abandonner le Spartak.
À la suite d'un Euro 96 décevant, où la Russie ne marque qu'un point dans un groupe délicat (Allemagne, Italie et République tchèque), Romantsev est limogé. Il revient alors aux sources et réintègre le banc du Spartak (qu'il dirigeait officieusement malgré la présence de Georgi Yartsev), avec lequel il aligne cinq sacres nationaux consécutifs.
En 1998, il est à nouveau contacté par la fédération russe, mais cette fois-ci, il demande à conserver ses prérogatives d'entraîneur et de président de son club moscovite. Il ne parvient pas à qualifier son équipe pour l'Euro 2000 malgré 19 points engrangés en dix matchs dans un groupe encore une fois difficile. Dans ce dernier se trouvait notamment la France, qu'il fut le premier à battre au Stade de France (3-2) et l'Ukraine, qui élimine son équipe grâce à une boulette du gardien Aleksandr Filimonov à la 89e minute du dernier match de qualifications. 
La Fédération lui renouvelle néanmoins sa confiance et les éliminatoires pour la Coupe du monde de la FIFA Corée/Japon 2002 sont beaucoup plus favorables. Dans un groupe composé entre autres de la Slovénie, de la Yougoslavie et de la Suisse, les Russes finissent premiers avec sept victoires et une seule défaite en 10 rencontres, un bilan plus que positif pour le sélectionneur. Mais encore une fois, la Russie n'arrive pas à sortir de son groupe (Japon, Belgique et Tunisie) et Romantsev démissionne le 14 juin 2002. 
Parallèlement, l'emprise du Spartak sur le championnat commence à décliner et Romantsev voit le titre s'échapper au profit du Lokomotiv Moscou cette même année. Le 19 juin 2003, l'entraîneur aux 8 titres de champion de Russie est limogé du club par le président, Andreï Tchervitchenko, après une querelle amère par médias interposés.
En octobre 2003, après le limogeage de Vitali Chevtchenko, Romantsev est nommé entraîneur par intérim du Saturn Ramenskoye avec lequel il signe un contrat de 3 ans le 1er janvier 2004, puis démissionne un mois plus tard. Le 26 octobre 2004, il prend les rênes du Dynamo Moscou, le club du millionnaire Alexeï Fedorychev, qui acquiert au début de l'année 2005 8 joueurs issus du championnat portugais, parmi lesquels les champions d'Europe du FC Porto, Maniche et Derlei. Cette politique de recrutement a un impact sportif très négatif pour le club, qui enchaîne les mauvais résultats avant de limoger Romantsev, le 16 mai 2005, après 8 matches joués dans la saison.
Oleg Romantsev est un entraîneur de la vieille école soviétique, technicien bouillant, partisan d'une discipline spartiate et peu soucieux de l'image qu'il donne de lui. Il demande à avoir les pleins pouvoirs sur l'équipe qu'il dirige, ce qui lui vaut parfois quelques conflits avec les médias ou ses joueurs. Il refuse d'appliquer le règlement de la FIFA, qui interdit aux entraîneurs de fumer au bord des terrains. 
Cet ancien international (12 sélections) s'est vu honorer en 1995 d'une médaille pour service rendu à la nation, pour avoir réussi à relancer l'équipe de Russie peinant à s'imposer dans le football mondial après le démantèlement de l'Union soviétique.

## Statistiques

### Statistiques de joueur
| Saison                | Club                     | Championnat           | Championnat | Championnat | Coupe(s) nationale(s) | Coupe(s) nationale(s) | Compétition(s) continentale(s) | Compétition(s) continentale(s) | Compétition(s) continentale(s) | Total | Total |
| Saison                | Club                     | Division              | M.          | B.          | M.                    | B.                    | Comp.                          | M.                             | B.                             | M.    | B.    |
| 1971                  | Avtomobilist Krasnoïarsk | D3                    | -           | 1           | -                     | -                     | -                              | -                              | -                              | 0     | 1     |
| 1972                  | Avtomobilist Krasnoïarsk | D3                    | -           | 2           | -                     | -                     | -                              | -                              | -                              | 0     | 2     |
| 1973                  | Avtomobilist Krasnoïarsk | D3                    | 22          | 6           | -                     | -                     | -                              | -                              | -                              | 22    | 6     |
| 1974                  | Avtomobilist Krasnoïarsk | D3                    | 26          | 0           | -                     | -                     | -                              | -                              | -                              | 26    | 0     |
| 1975                  | Avtomobilist Krasnoïarsk | D3                    | -           | 1           | -                     | -                     | -                              | -                              | -                              | 0     | 1     |
| 1976                  | Avtomobilist Krasnoïarsk | D3                    | 14          | 0           | -                     | -                     | -                              | -                              | -                              | 14    | 0     |
| Sous-total            | Sous-total               | Sous-total            | 62+         | 10          | -                     | -                     | -                              | -                              | -                              | 62    | 10    |
| 1976                  | Spartak Moscou           | D1                    | 2           | 0           | -                     | -                     | -                              | -                              | -                              | 2     | 0     |
| 1977                  | Spartak Moscou           | D2                    | 15          | 0           | -                     | -                     | -                              | -                              | -                              | 15    | 0     |
| 1978                  | Spartak Moscou           | D1                    | 28          | 0           | 4                     | 0                     | -                              | -                              | -                              | 32    | 0     |
| 1979                  | Spartak Moscou           | D1                    | 27          | 3           | 4                     | 0                     | -                              | -                              | -                              | 31    | 3     |
| 1980                  | Spartak Moscou           | D1                    | 33          | 2           | 8                     | 0                     | C1                             | 4                              | 0                              | 45    | 2     |
| 1981                  | Spartak Moscou           | D1                    | 25          | 0           | 2                     | 0                     | C3                             | 6                              | 0                              | 33    | 0     |
| 1982                  | Spartak Moscou           | D1                    | 33          | 1           | 1                     | 0                     | C3                             | 6                              | 0                              | 40    | 1     |
| 1983                  | Spartak Moscou           | D1                    | 17          | 0           | 2                     | 0                     | -                              | -                              | -                              | 19    | 0     |
| Sous-total            | Sous-total               | Sous-total            | 180         | 6           | 33                    | 1                     | -                              | 16                             | 0                              | 229   | 7     |
| Total sur la carrière | Total sur la carrière    | Total sur la carrière | 242+        | 16          | 37                    | 1                     | -                              | 16                             | 0                              | 295   | 17    |

### Statistiques d'entraîneur
| Krasnaïa Presnia Moscou | 1984              | 1987            | 135 | 65  | 32  | 38  | 48,1 |
| Spartak Ordjonikidzé    | 1988              | 1988            | 43  | 15  | 9   | 19  | 34,9 |
| Spartak Moscou          | janvier 1989      | décembre 1995   | 281 | 171 | 72  | 38  | 60,9 |
| Russie                  | 28 juillet 1994   | 10 juillet 1996 | 25  | 17  | 5   | 3   | 68,0 |
| Spartak Moscou          | janvier 1997      | 15 juin 2003    | 269 | 155 | 51  | 63  | 57,6 |
| Russie                  | 28 décembre 1998  | 7 juillet 2002  | 35  | 19  | 9   | 7   | 54,3 |
| Saturn Ramenskoïe       | 22 septembre 2003 | 14 février 2004 | 10  | 2   | 2   | 6   | 20,0 |
| Dynamo Moscou           | 26 octobre 2004   | 16 mai 2005     | 13  | 3   | 4   | 6   | 23,1 |
| Total                   | Total             | Total           | 811 | 447 | 184 | 180 | 55,1 |

## Palmarès

### Palmarès de joueur
Spartak Moscou
- Champion d'Union soviétique de deuxième division en 1977.
- Champion d'Union soviétique en 1979.

 Union soviétique
- Médaillé de bronze aux Jeux olympiques d'été de 1980.

### Palmarès d'entraîneur
Spartak Moscou
- Champion d'Union soviétique en 1989.
- Champion de Russie en 1992, 1993, 1994, 1997, 1998, 1999, 2000 et 2001.
- Vainqueur de la Coupe d'Union soviétique en 1992.
- Vainqueur de la Coupe de Russie en 1994, 1998 et 2003.